# Часто задаваемые вопросы (фильм)
«Часто задаваемые вопросы» (англ. FAQs) — гей-драма режиссёров Эверетта Льюиса и Джо Лия. Эверетт Льюис также является автором сценария картины, а Джо Лия исполнил в ней одну из главных ролей.

## Сюжет
Молодой гей по имени Индиа убегает от дельцов порнобизнеса, которые его долго эксплуатировали. Теперь он вынужден жить на улицах Лос-Анджелеса и спать под мостом у пляжа. Судьба сводит парня с темнокожим трансвеститом Дэстени, который спасает Индиа от гомофобной расправы и даёт ему приют в своём доме. Здесь Индиа знакомится с лесбиянкой по имени Лестер, а позже с бездомным геем Спенсером, которые были отвергнуты семьями из-за своей сексуальной ориентации. Таким образом в доме Дэстени собирается необычная семья, все члены которой изгои в этом мире. Спенсер одержим идеей мести своим родителям. Этим он похож на Индиа, который презирает мир натуралов. Вместе герои противостоят искушению ответить на ненависть ненавистью.

## В ролях
| Актёр         | Роль    |
| ------------- | ------- |
| Джо Лия       | Индиа   |
| Аллан Луис    | Дэстени |
| Лэнс Ли Дэвис | Спенсер |
| Адам Ларсон   | Гай     |